# 刘建中 (企业家)
刘建中（1956年2月17日—），重庆云阳人，中国企业家。

## 生平
1974年2月参加工作，1985年7月加入中国共产党。南开大学EMBA硕士，中国矿业大学管理科学与工程博士，高级工程师、高级营销师、高级政工师、高级职业经理人。曾任山西煤炭运销集团公司董事长，山西省晋能集团有限责任公司董事长、党委书记。
1996年-2001年，任霍州矿务局副局长兼煤炭运销公司总经理，霍州煤电集团公司副董事长、副总经理；2001年-2008年，任山西焦煤集团副总经理兼煤炭销售总公司总经理。2009年1月，任山西煤炭运销集团公司董事长、党委副书记；2011年9月，任山西煤炭运销集团公司董事长。2012年1月，任山西国际电力集团有限公司党委书记。同年2月，出任山西国际电力集团有限公司董事长、通宝能源第七届董事会董事长。
2013年，被选为全国人大代表。因涉嫌行贿，2014年9月20日，山西省第十二届人大常委会第十四次会议决定罢免其第十二届全国人民代表大会代表职务。
2014年8月，因涉嫌山西官场群地震被调查。2015年5月被双开，其涉嫌犯罪问题移送司法机关依法处理。